# Герб Камчатского края
Герб Камча́тского края — официальный символ Камчатского края Российской Федерации. 17 февраля 2010 года, решением сессии Законодательного Собрания Камчатского края приняты Законы Камчатского края о гербе, флаге и гимне Камчатского края.

## Геральдическое описание (блазон)
Герб Камчатского края представляет собой четырёхугольный с закруглёнными нижними углами, заострённый в оконечности геральдический щит. На серебряном поле щита по центру изображены три разновеликих вулкана чёрным цветом с посеребрёнными вершинами, с выходящим из каждой вершины червлёным пламенем в окружении серебряного дыма. За вулканами в верхней части щита червлением по серебру изображено восходящее солнце. Вокруг солнца — национальный орнамент, состоящий из червлёных и лазурных треугольников, обведённых серебряным кантом. Червлёные треугольники расположены на внутренней стороне орнамента и обращены вершинами наружу. Лазурные треугольники — на внешней стороне орнамента и обращены вершинами внутрь. Нижняя треть щита лазурная, отделена от изображения вулканов серебряной волной.

## История
Камчатский край образован 1 июля 2007 года в результате слияния Камчатской области и Корякского автономного округа, по результатам референдума, прошедшего 23 октября 2005 года.
После объединения Камчатской области и Корякского автономного округа в единый Камчатский край Постановлением Губернатора Камчатского края от 5 июля 2007 года № 2 «О порядке руководства деятельностью органов исполнительной власти Камчатской области и Корякского автономного округа в переходный период образования Камчатского края» (с изменениями от 13 июля, 10 августа, 21 августа, 23 августа, 17 сентября 2007 года) было установлено, что:
«…печати, штампы, бланки писем и иные атрибуты органов исполнительной власти Камчатской области и Корякского автономного округа используются без изменений».
Герб и флаг Камчатской области и Корякского округа продолжали использоваться, а после окончания переходного периода образования Камчатского края, были упразднены.
В 2008 году Правительство Камчатского края объявило конкурс на лучший проект герба края. 17 декабря 2008 года Геральдическая комиссия края подвела его итоги. Лучшим признан проект, который выглядел следующим образом: «в серебряном поле щита три сопки черного цвета, в основании центральной сопки идущий серебряный олень». При проведении геральдической экспертизы в 2009 году, проект герба не устроил Геральдическую комиссию России. Было рекомендовано изменить предложенный на рассмотрение макет и взять за основу герб Камчатской области 1851 года.
В 2010 году Геральдическая комиссия края признала лучшими проекты герба и флага, разработанные Иваном Царьковым. Герб края во многом повторяет композицию герба Камчатской области, утверждённого 15 апреля 2004 года.
17 февраля 2010 года Законодательное Собрание края утвердило новый герб Камчатского края. Герб официально используется с 1 июля 2010 года.
Герб подлежит внесению в Государственный геральдический регистр Российской Федерации.